# Дезінформація під час російсько-української війни

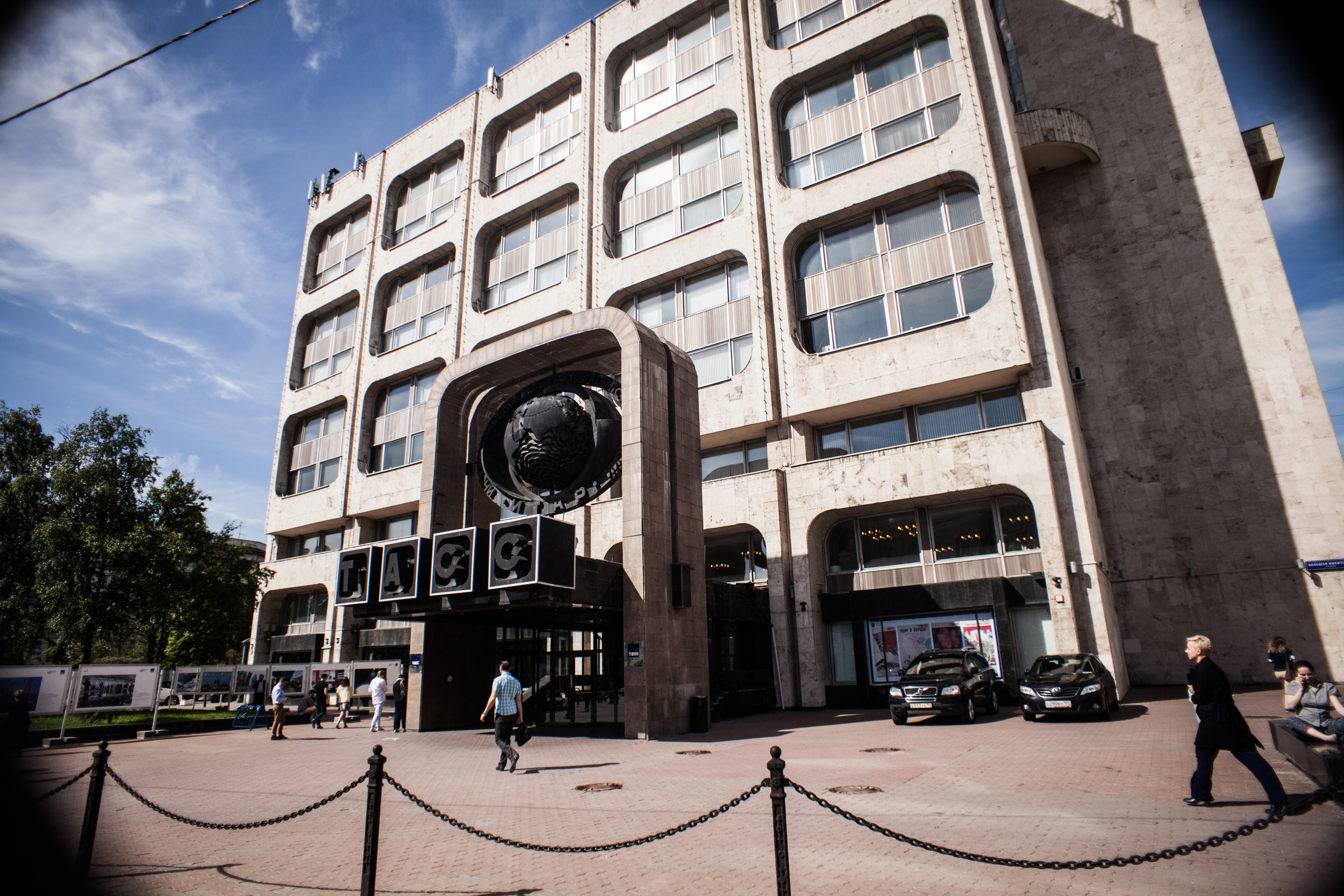
Один з рупорів російської пропаганди-дезінформації — інформаційне агентство «Ітар-ТАРС»

Російсько-українська інформаційна війна — комплекс заходів, постійно здійснюваних урядовими та неурядовими організаціями Росії та України в інформаційному просторі України, Росії, інших країн та міжнародних організацій, спрямованих на отримання стратегічно-політичних переваг шляхом деморалізації або введення в оману суперника та протидії заходам іншої сторони у глобальному протистоянні Росії і України, а також протистоянні Росії та «Західного світу». Почалась у часи розпаду СРСР і точиться донині — як суттєва ідеологічна складова сучасної російсько-української війни.

## Інформаційний потенціал та засоби сторін

### Росія
За даними колишнього американського конгресмена Дена Майка, станом на 2014 рік Росія витратила на свою пропаганду понад 9 мільярдів доларів.
Російські ЗМІ, які діють як в Росії так і закордоном, використовуються Росією для інтенсивної, багатоканальної пропаганди та переконання світової спільноти у точках зору, які пропонувало російське військово-політичне керівництво. Серед найвідоміших російських пропагандистських медіа: Sputnik, RussiaToday, Ria Novosti, LifeNews тощо. На думку Саймона Шустера, глобальна мережа RussiaToday — головна зброя російської влади в інформаційній боротьбі. Її аудиторією станом на 2015 рік було 700 мільйонів чоловік у понад 100 країнах світу. Бюджет RussiaToday на 2012 рік становив €275 млн, а у 2014 — вже 500 млн доларів. Цей канал станом на 2012 рік посів перше місце у світі за розмірами державних витрат на одного працівника, які сягнули $183 тис. на людину.
Росія також підтримує та приховано фінансує (через своїх агентів в Україні як от Віктора Медведчука, Євгенія Мураєва тощо) численні проросійські регіональні ЗМІ в Україні, такі як телеканали Віктора Медведчука Перший незалежний/112/ZIK/NewsOne, телеканал Євгенія Мураєва Наш, інтернет видання «strana.ua», "vesti.ua тощо.
Крім цього Росія також навчилася вміло використовувати західні так звані «поважні» медіа на кшталт BBC News, Reuters, AFP тощо для просування своєї антиукраїнської пропаганди: хоча ці західні медіа як BBC News тощо нібито й мають «високі журналістські стандарти» однак у 2014 році вони виявилися не готовими до Російсько-української війни у 2014 році та опісля дуже часто стали ненавмисними поширювачами російської антиукраїнської пропаганди. На додачу до використання «поважних» медіа Росія також навчилася уміло використовувати західні PR компанії для поширення потрібних їй наративів в інтересах різних російських державних інституцій та приватних корпорацій.
За даними американського видання «Вашингтон пост» у 2014 російська військова розвідка (ГРУ) створила більше 30 псевдо-українських груп і акаунтів у соціальних мережах, а також 25 «провідних англомовних» видань. Видаючи себе за простих українців, працівники ГРУ вигадували новини та поширювали коментарі, щоб налаштувати проросійських громадян проти протестувальників.
У лютому 2017 року російський міністр оборони визнав існування в Росії «сил інформаційних операцій».

#### Боти з Ольгіно
Високі вебометричні характеристики Вікіпедії та інші чинники, що зумовлюють значну популярність вільної онлайн енциклопедії, не залишаються поза увагою структур, що ведуть інформаційну війну. Одним із найбільш задіяних методів у цій площині є вплив на історичну свідомість. Характерним прикладом є стаття Киевская Русь російськомовного сегменту Вікіпедії та війна правок, що точиться навколо цієї статті, або стаття Конотопская битва (рос)., у якій Конотопська битва визначається як епізод російсько-польської війни (у російськомовній Вікіпедії російсько-українські війни відсутні як поняття). З іншого боку, у російській версії Вікіпедії відсутні статті щодо російських військовослужбовців, які загинули внаслідок російського вторгнення в Україну, або попали в полон, відсутня стаття щодо російських сил вторгнення та територію України.

### Україна
11 серпня 2014 року почав мовлення в тестовому режимі перший український міжнародний телеканал — Ukraine Today.
З початком російської агресії був створений Український кризовий медіа-центр, що є майданчиком для виступів експертів, представників влади, міжнародних організацій та дипломатичного корпусу та надає підтримку представникам ЗМІ, які висвітлюють події в Україні.

## Передумови
Першими жертвами інформаційної війни перед початком російського вторгнення в Україну стали самі росіяни: пропаганда майбутньої війни проти України охопила практично всі сфери їх суспільного та приватного життя. Тема російської збройної агресії проти України набула популярності у російській художній літературі та на інтернет-форумах, стала елементом дитячої творчості.
Від часу проголошення незалежності України Російська Федерація веде постійну інформаційну війну проти України. Особливо вона була інтенсифікована в роки правління проросійського режиму Януковича. Від початку агресії Російської Федерації (лютий 2014) російська пропаганда набула форм Геббельсівської пропаганди часів Другої світової війни. З метою дискредитації українських діячів використовуються провокаційні заяви нібито від їх імені на підставі яких у той же день державні органи Російської Федерації порушують кримінальну справу. Громадяни Російської Федерації та аудиторія російських телеканалів в інших країнах — Перший канал (Росія), Росія-24 та інших — свідомо дезінформуються та вводяться в оману керівництвом Російської Федерації.
У червні 2014 року до РНБО потрапили інструктивні матеріали з проведення інформаційної війни, що використовуються для базової підготовки спеціалістів силових структур Росії з ведення інформаційної війни.
Структура російських інформаційних кампаній тісно поєднує дезінформацію з пропагандою. Типова кампанія складається з пов’язаних між собою наративів, які можна графічно представити у вигляді каскаду з п’яти концентричних кіл, що розташовані навколо «інтересів росії». Базові наративі, розташовані у внутрішньому колі, пов’язані з ідеєю «руського миру». Наступні шари каскадної структури інформаційних компаній – це «слов’янська єдність», «ностальгія за радянськім минулим», «негативна риторика про інші суспільства», «альтернативна інформація, яка ставить під сумнів саму можливість існування об’єктивної правди». В залежності від обраної аудиторії, російські куратори роблять акцент на тих компонентах типової кампанії, до яких обрана аудиторія найбільше чутлива.
На думку активістів кампанії з бойкоту російського кіно, Росія проти України веде інформаційну війну також через кінематограф.
Див також: «Російський світ» у ЗМІ

### Інформаційна політика Росії
Інформаційна політика Російської Федерації набула характеру цілеспрямованої інформаційної війни проти України: необ'єктивність, маніпуляції, перекручування фактів, відверта неприхована брехня, путінсько-кремлівська пропаганда як частина політики Кремля в цілому. Робота ЗМІ ведеться за типом жовтої преси. Залучена величезна кількість акторів — громадян Росії, України та інших країн — а також інших спеціалістів на території України для отримання потрібної телевізійної картинки[джерело?].
Протягом кількох місяців здійснюються DDoS-атаки на українські інформаційні сайти: Цензор. НЕТ, Тиждень.ua, Українська правда та інші,— а також на сайт МВС України, з появою на ньому оголошення у розшук В. Януковича.
Представники керівництва та дипломати Російської Федерації у своїх виступах, включаючи й виступи в ООН, розповсюджують неправдиву інформацію. Під час прес-конференції в Москві на пряме запитання журналіста, чи для блокування українських військових частин використовуються військові Російської Федерації, президент Росії Володимир Путін заявив, що це сили «кримської самооборони» і що РФ ніякої участі у підготовці цих сил не брала. Однак, аналіз світлин бойової техніки, що блокує українські військові частини у Криму (за матеріалами російського видання The New Times), свідчить, що за номерними знаками це військові автомобілі Північно-Кавказького військового округу. На борту однієї з машин видно значок гвардійської дивізії, який забули закамуфлювати, а також модифікації стрілецької зброї (наприклад, самозарядна снайперської гвинтівки Драгунова), що офіційно надходить на озброєння тільки до російських військових,— все це вказує на використання збройних сил Російської Федерації для ескалації конфлікту в Криму.
Щоденно на брехливе висвітлення подій в Україні у міжнародних виданнях Російська Федерація витрачала понад 5 мільйонів доларів.

### Пропаганда війни в Росії
У зв'язку з військовою агресією Російської Федерації проти України, як один із напрямків інформаційної війни агресором використовується пропаганда війни засобами масової інформації, а також представниками керівництва країни та наближеними до нього політичними діячами та науковцями.
Супротивників війни із Україною В. Путін називає не інакше як «зрадниками» та «п'ятою колоною».
Уже з вересня 2008 року А. Дугін,— російський фашист, що його називають «мозком Путіна»,— вимагав вторгнення в Україну та інші країни, що раніше входили до СРСР: «Радянська імперія буде відновлена різними засобами: силою, дипломатією, економічним тиском… Все буде залежати від місця та часу».
Олександр Дугін у своїй книзі Основи геополітики: Геополітичне майбутнє Росії, яка мала значний вплив на російську військову, поліцейську та зовнішньополітичну еліту, стверджував, що Україна повинна бути анексована Російською Федерацією, тому що нібито «Україна як держава не має геополітичного значення, особливого культурного імпорту чи загальнолюдського значення, географічної унікальности, етнічної винятковости, її певні територіальні амбіції становлять величезну небезпеку для всієї Євразії і без вирішення проблеми „українського питання“, говорити про континентальну політику взагалі безглуздо. Не можна дозволити Україні залишатися незалежною, якщо вона не буде санітарним кордоном, що було б теж неприпустимо». Книга мала колосальний вплив на зовнішню політику Владіміра Путіна, що врешті призвело до російсько-української війни.
У квітні 2014 року за розпалювання міжнаціональної ворожнечі та пропаганду війни в Україні було заборонено ретрансляцію чотирьох російських телеканалів. Одночасно в Литві заборонили мовлення двох російських каналів.
13 квітня 2014 року Генеральний секретар НАТО Андерс Фог Расмуссен у заяві, опублікованій на сайті альянсу, звинуватив РФ у пропаганді війни і бажанні повалити владу в Україні.
У травні 2014 року у мережі з'явився рекламний ролик, створений восени 2013 року на замовлення Міноборони РФ, що агітує вступати до лав збройних сил РФ. Цей ролик викликав критику за пропаганду війни і його оригінал видалили з відеохостингу Vimeo (тепер він опублікований лише на Youtube).
Режим Путіна для обґрунтування агресії проводить у пропаганді лінію між «нашими» та «фашистами» в Україні. Водночас керівництво Росії продовжує пропаганду насильства стосовно до «не наших» як щось бажане та навіть обов'язкове.
Для пропаганди використовують навіть передачі для дітей.
5 липня СБУ відкрила кримінальне провадження проти радника президента РФ Сергія Глазьєва за прилюдні заклики до розв'язування військового конфлікту з Україною.

### Звинувачення України в антисемітизмі
Представники єврейської громади України звернулися з відкритим листом до В. Путіна, щоби прояснити реальну ситуацію з правами росіян в Україні, де вказали, що вони «впевнені», що його «неможливо ввести в оману». А це означає, що він «сам свідомо вибирає із маси інформації про Україну неправду й наклепи». І йому добре відомо, що слова Януковича під час прес-конференції у Ростові-на-Дону, про те, що «… Київ був заповнений озброєними людьми, котрі почали громити будівлі, культові установи, храми.<…> Людей просто грабували й убивали на вулицях» — це брехня від першого й до останнього слова. Вони також вказали, що В. Путін «переплутав Росію й Україну», коли говорив про ріст антисемітизму в Україні. Навпаки, у Росії єврейські організації зафіксували минулого року зростання антисемітизму. В Україні ж, навіть націоналістичні групи не дозволяють собі демонструвати антисемітизм та інші форми ксенофобії. В Росії ж неонацистські організації заохочуються спецслужбами. У листі також вказано, що «стабільність в нашій країні під загрозою. І ця загроза виходить від російської влади, тобто — від Вас. Це Ваша політика підбурювання до сепаратизму і грубого тиску на Україну являє загрозу для нас — євреїв, як і для всього народу України, включно із жителями Криму та південного сходу України, і вони в цьому дуже швидко переконаються».
Оцінку інформаційної війни проти України 7 березня дав Євген Марчук — екс-голова СБУ, раніше — прем'єр-міністр, міністр оборони та секретар РНБО України. Він вказав також на потрібні на сьогодні заходи державних органів, щоб протидіяти інформаційній та військовій агресії Російської Федерації.
Інформаційну війну, що є інформаційним забезпеченням агресії Російської Федерації проти України, відомий російський політик Борис Нємцов охарактеризував як війну нацистського режиму проти демократичної держави: «Виграти війну можуть нацисти із Геббельсом на чолі. Те, що Україна програла інформаційну війну — це факт. Але те, що ви не повинні з цього приводу дуже переживати — це теж факт. Ви ж не нацистська держава», — сказав російський опозиціонер.

### Інформаційні атаки агресора
6 березня на території АРК відімкнули телеканали «1+1» і 5-ий. Ще раніше російський телеканал «Россия 24» захопив ефірні частоти кримської приватної «Чорноморської телерадіокомпанії». Було також заблоковано державну телерадіокомпанію «Крим» у Сімферополі особами у камуфляжній формі без зброї. Генеральний директор ТРК Степан Гулеватий викликав міліцію, але вона не реагувала на виклик.
6 березня 2014 р. на сайті телеканалу ATR проведено інтернет-референдуму, під час якого можна було висловити свою думку щодо приєднання Криму до РФ. Більшість людей, що взяли участь у голосуванні, висловилась проти.
 Тому вже 7 березня російські військовики у Криму відімкнули від інтернету перший кримськотатарський телеканал ATR. Того самого дня вони зупинили ефірне аналогове мовлення українського телеканалу «Інтер», на частотах якого транслюється НТВ.
Інформаційні атаки РФ  поширились не тільки по території України, інформаційні диверсії РФ проводить також і в європейських країнах, зокрема застосовуючи телефонні розіграші (пранки).

## Перебіг подій

### 2014
З початком окупації і анексії Криму та опору України військовій агресії Російської Федерації на території Донецької і Луганської областей інформаційна політика Російської Федерації перетворилася на тотальну військову дезінформаційну агресію, спрямовану на те, аби демонізувати в очах російського та світового суспільства керівництво України.
Одним із перших і основних проявів інформаційної війни стало вкидання в інформаційний простір тези про антиконституційний переворот в Україні. При цьому російські ЗМІ та російський політикум свідомо викривили положення Конституції України, згідно яких влада в Україні належить народу і здійснюється ним через обраних представників, а також те, що чинна влада на момент і після Революції гідності здійснювалась безперервно і так само безперервно визнавалась міжнародним співтовариством та всіма країнами, в тому числі самою Росією.[джерело?]
Наступною стала теза про антиконституційний характер усунення Віктора Януковича від влади та призначення виконувачем обов'язків президента Олександра Турчинова. При цьому замовчувалася, що виключне право на інтерпретацію Конституції України належить не російським політикам та різного роду експертам, а виключно Конституційному суду України, який у своєму діючому складі антиконституційних дій у призначенні в.о. президента не виявив.[джерело?]
- У ніч з 20 на 21 лютого 2014 під Корсунь-Шевченківським на Черкащині автобусну колону учасників Антимайдану зупинили активісти Євромайдану і місцеві жителі. Вони вивели антимайданівців з автобусів, побили вікна і спалили декілька автобусів. Російські ЗМІ вигадали історію про 7 загиблих у сутичці учасників Антимайдану. 3 квітня 2014 року окупаційна влада Криму зробила заяву про 7 загиблих та 30 пропалих безвісти внаслідок нападу українських активістів на колону автобусів з антимайданівцями під Корсунем[54]. Насправді жодних людських жертв чи пропалих безвісти у тому епізоді не було, — навпаки, з автобусів було визволено три активіста Майдану, що були заручниками антимайданівців[55][56][57]. Цю історію назвав приводом для військової операції в Криму Володимир Путін, а вигадані вбивства антимайданівців під Корсунь-Шевченківським були згодом відображені у російському фільмі «Крым. Путь на родину», що позиціюється як документальний.

- 2 березня 2014 року російські ЗМІ поширили репортаж про нібито стрільбу українських диверсантів по натовпу і по Будинку Профспілок поряд з Кримським Кабміном у Сімферополі. Диверсанти у масках були озброєні сучасною російською зброєю, зокрема новітнім гранатометом ГМ-94, а «жертви» нападу не мали поранень[58].
- 19 березня 2014 року російські ЗМІ поширили інформацію, що був затриманий 17-річний львів'янин-снайпер, що стріляв напередодні у Сімферополі, в результаті чого загинув військовослужбовець ЗСУ Сергій Кокурін і російський найманець[59]. Інформація про 17-річного снайпера не отримала підтвердження в подальшому, проте Ігор Гіркін згодом зізнався, що відповідальність за стрілянину лежить на його штурмовому підрозділі.

- 24 березня 2014 року низка ЗМІ повідомила, що заступник командира керченського батальйону морської піхоти Олексій Нікіфоров написав заяву про вступ до російської армії[60]. Проте Олексій вийшов на материк і проходив курс навчання в українському військовому вищому навчальному закладі.
- 27 квітня 2014 року російські ЗМІ поширили сюжет про концентраційні «концтабори ЄС в Україні»[61].
- 28 квітня 2014 року російське агентство ІТАР-ТАСС прокоментувало жорстокий напад проросійського натовпу на українську мирну ходу в Донецьку як «[українські] радикали напали на учасників багатотисячної антифашистської ходи»[62].
- У червні 2014 року, після взяття до полону Надії Савченко, російські телеканали, зокрема НТВ та 5-й канал, продемонстрували сюжет, використавши уривок з інтерв'ю Насті Станко у солдата Володимира Косолапа, мешканця міста Щастя і бійця «Айдару». Російські ЗМІ подали його слова як зізнання «карателя» із загороджувального загону, що отримав наказ стріляти всіх, хто не бажає убивати «власних співгромадян» — членів проросійських збройних угруповань. Проте у повному відео Громадського від 16 червня 2014, Володимир Косолап спростовує дезинформацію російського пропагандистського медіа LifeNews про нібито розстріли мешканців міста після його визволення українськими силами. Він також сказав, що якби хтось із бійців «Айдару» навіть мав подібне на думці, Володимр застрелив би його власноруч, що й було вирване з контексту російською пропагандою.[63]
- 15 липня 2014 року англомовний російський ресурс The Voice of Russia опублікував матеріал, де убивство християн-п'ятидесятників у Слов'янську проросійськими бойовиками приписав «українським націоналістам», викрутивши слова Антона Геращенка[64][65].
- Наприкінці липня — на початку серпня 2014 року широкого розголосу набуло відео з Богданом Буткевичем, де той нібито закликав до знищення 1,5 млн жителів Донбасу[66][67]. Відео є грубою нарізкою з його інтерв'ю, що абсолютно викривляє зміст сказаного[68].

### 2015
- 23 березня 2015 року російські ресурси розповсюдили новину про нібито загибель 10-річної дівчинки від українських обстрілів у Петровському районі Донецька.[69] Кореспондент BBC Наталя Антелава вирушила до Донецька для з'ясування подробиць, і виявилося що вся історія із загибеллю була вигадана російською пропагандою. Журналістка запитала про загибель дівчинки у журналістів російських ЗМІ, на що вони відповіли, що «її нема» і ніхто не загинув. На питання, чому тоді про це вийшли телесюжети, вони відповіли, що «були змушені».[70][71][72]

### 2016
- 12 грудня 2016 року прес-центр Сил спеціальних операцій Збройних сил України повідомив про те, що з'явилися неофіційні інформаційні ресурси з символікою та фото матеріалами Сил спеціальних операцій ЗС України, що можуть надавати викривлену офіційну або неперевірену інформацію[73].
- 13 грудня 2016 року російські ЗМІ попередньо звинуватили Україну у можливості почати крадіжки газу[74].
- 22 грудня 2016 року американська компанія з кібербезпеки CrowdStrike оприлюднила доповідь, згідно з якою російські хакери з угрупування Fancy Bear відстежували положення гаубиць Д-30 ЗСУ через додаток на Android, написаний українським артилеристом Ярославом Шерстюком для наведення артилерії. Компанія повідомила, що заражену програму вперше помітили наприкінці 2014 року, та як аргумент компанія навела статистику втрат — за їхніми словами, доповідь лондонського Міжнародного інституту стратегічних досліджень Military Balance показує втрати 80 % гаубиць Д-30 Збройних сил України за 2 роки бойових дій, що суттєво більше за нібито 50 % втрат у інших видах озброєння[75][76]. Доповідь була поширена низкою західних видань, зокрема Guardian[77]. Оприлюднені дані, особливо щодо кількості втрат у гаубицях, були піддані сумніву українськими фахівцями вже наступного дня після доповіді, 23 грудня[78]. Згідно аналізу, оприлюдненого командою Інформнапалм у березні 2017 року, заява CrowdStrike була щонайменше «вкрай безвідповідальна і непрофесійна», адже дані про 80 % знищених гаубиць Д-30, а також можливість знімати дані з пристроїв, що перебувають у зоні бойових дій є непідтвердженими, а відома кількість заражених пристроїв вимірюється одиницями і не є суттєвою[79]. Інформнапалм назвали історію з вірусом вдалою російською інформаційно-психологічною операцією з компрометації української сторони, до якої було залучене широке коло західних журналістів і видань[79]. У березні 2017 року CrowdStrike опублікував уточнення, де вказав, що за уточненими даними експертів, втрати українських гаубиць Д-30 у боях склали 15—20 %[76]. Історія отримала своє продовження 30 травня 2017, у зв'язку з початком блокування російських соцмереж в Україні коли американське видання Wall Street Journal опублікувало статтю, в якій розповідається про загрози російських соцмереж «ВКонтакте» і «Одноклассники». У статті як приклад була наведена історія зі зламом програми Шерстюка, де уражений вірусом додаток поширювався через «ВКонтакте»[80].

- 27 грудня 2016 року видання Independent з посиланням на німецький Bild опублікувало нібито заклик Генрі Кіссінжера до Дональда Трампа визнати Крим російським в обмін на виведення Росією військ з Донбасу[81]. Перевірка фактів виявила, що у статті Bild немає жодного слова про Крим, а сама Independent має російського власника олігарха[82].

### 2017
- У листопаді 2017 року було опубліковано аналіз відмінностей в перекладі однієї статті про децентралізацію в Україні від видання Deutsche Welle. На відміну від україномовної версії, російськомовна мала істотно відмінну структуру статті — було змінено порядок викладу матеріалу, були додані одні блоки інформації й видалені інші, що сумарно змінювали сприйняття матеріалу, і в російськомовній версії породжували сумнів, скепсис та створювали негативне враження щодо успіху реформ децентралізації. Також у російськомовну версію було додано повністю вигаданий блок — стверджувалося, що Мінські угоди мали пункт про «федералізацію України», що є винятково дезінформацією. На основі цієї вигадки, російська версія статті містить подальші роздуми, ніби концепція «децентралізації» була розроблена у 2015 році як спроба заміни «федералізації». Насправді, курс на реформи щодо децентралізації в Україні був проголошений ще до початку війни на Донбасі навесні 2014 року під час президентських виборів більшістю кандидатів[83][84].
- Після повернення під контроль України двох сіл Гладосове та Травневе під Горлівкою, російські ЗМІ розповсюдили фейк, ніби місцеві жителі попросили ОБСЄ звільнити їх села від українських сил[85].
- 1 грудня 2017 року російське видання «Комсомольська правда» вкинуло в інформаційний простір дезинформацію, що українські паспорти в Криму нібито відкрили шлях в Європу міжнародним злочинцям. Автором фейку є Володимир Нєстєров, присутній у базі Миротворця — зрадник Батьківщини, колишній офіцер ВМС, який лишився у Криму та став співпрацювати із окупантами[86][87].
- 1 грудня 2017 року російські інформаційні відомства поширили фейк про те, начебто ЗСУ обстрілює цивільних мешканців агітаційними снарядами із листівками, на яких зображений стилізований солдат Верхмахту із елементами української символіки. До хвилі розповсюдження дезинформації долучилися Газета.ru, Взгляд.ru, посилаючись на Interfax та РИА Новости. Мета фейку — викликати жах та ненависть у місцевого населення окупованих територій до української армії[88].

### 2018
- У січні 2018 року база ВКС Росії у Хмеймімі зазнала атаки саморобних безпілотників. На брифінгу в Москві Генштаб РФ доповів, що вибухова речовина саморобних бомб — ТЕН, — не може бути виготовлена в кустарних умовах, і зауважив, що подібна речовина виготовляється в Україні, на заводі у Шостці.[89]
- 5 липня 2018 року інформаційний простір був наповнений повідомленнями про нібито прострочені ПТРК Javelin, що були передані Україні. Для цього російською стороною було створено підроблений лист від директора КБ «Луч» Олега Коростельова до секретаря РНБО Олександр Турчинова, де Коростельов нібито нарікає на якість поставлених ПТРК Javelin. Підроблений документ був вперше опублікований у Telegram-каналі з назвою «НачШтабу», створеному за пару тижнів до того. Сам канал «НачШтабу» займається розповсюдженням фейків, дезінформації та пропаганди, що чергуються із перепостами достовірних повідомлень української сторони.[90]
- 7 серпня 2018 року окупаційні сили РФ на Донбасі втратили підбитою військову вантажівку «Урал», де загинув фельдшер. Вони звинуватили у підбитті ЗСУ, вказавши що фельдшер нібито їхав у с. Набережне на виклик місцевої жительки і вантажівка була підбита з ПТКР. Проте розгляд ситуації встановив, що ситуація була іншою — вантажівка розвозила провіант воякам окупаційних військ, вибухнула на мінах, і вибухнула біля с. Біла Кам'янка.[91] Учасники окупаційних військ не пропустили до вантажівки представників СММ ОБСЄ.[92]

### Напад 2022 року

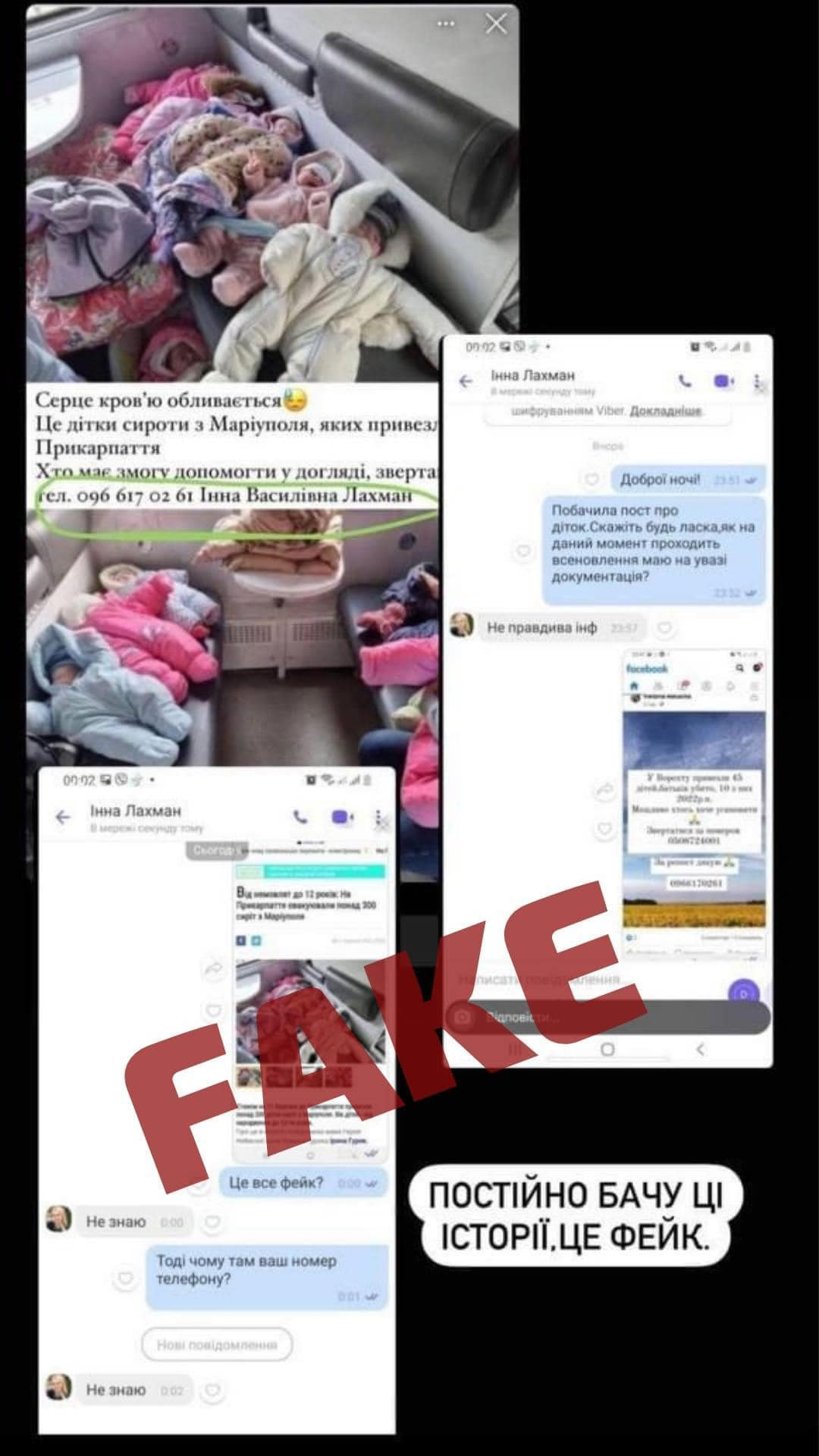
Фейкові оголошення про сиріт

Протягом нового витка російсько-української війни, розпочатого 24 лютого, російські ЗМІ, контрольовані владою, продовжили практику створення брехливих (фейкових) новин, яку вони проводили з 2014 року. Серед таких новин як усні вигадані повідомлення, так і постановочні вигадані новини з відеорядом.
Телеграм-канали масово поширювало на початку вторгнення неправдиву інформацію про перебіг війни, зокрема, що керівництво України нібито покинуло країну або підписало договір про капітуляцію, населення захоплених міст зустрічає російських окупантів як «визволителів», розмови та повідомлення громадян прослуховують і прочитують українські спецслужби за правилами «воєнного часу» тощо.
7 березня окупанти завезли на Запорізьку АЕС 14 журналістів-пропагандистів для зйомки «вдячних за визволення працівників електростанції» та для виправдання агресії і запевнення громадян РФ, що ЗАЕС в цілковитій безпеці.
За повідомленням уповноваженої Верховної Ради з прав людини Людмили Денісової 6 квітня, російські військові викрадають українських цивільних чоловіків, щоб видавати їх за військовополонених. Свідчення російських воєнних злочинів РФ активно заперечує, називаючи їх підробками. Росія також опублікувала відео, на якому, за словами Кремля, було видно тіло, що нібито рухалося, хоча це швидко визнали підробкою після того, як веб-сайти з перевірки фактів визначили, що це відображення тіла у дзеркалі заднього виду автомобіля. Росія також опублікувала відео, на якому українські військові шукають вибухівку на тілах, неправдиво стверджуючи, що підкладають тіла, щоб інсценувати різанину. Він також поділився відео, знятим у Росії, на якому видно, як солдати кладуть манекен на землю, хибно стверджуючи, що вони інсценують тіла, щоб інсценувати різанину.
Задля запобігання поширенню фейків, жителем Миколаєва під псевдонімом leek була створена інтернет спільнота ДСУ-95, їхньою метою було знищення проросійських телеграм-каналів та максимальна зупинка поширення фейкових новин. Жодного відношення до Кіберполіції України та державних установ дане угруповання немає та ніяк не фінансується владою України. Лише за місяць Диванні Сили України нараховували 50.000 учасників, які кожного дня зупиняли десятки телеграм-каналів що несли проросійську пропаганду та поширювали фейкові новини.

### Контроль над ЗМІ в Росії
В РФ місцевим ЗМІ заборонили використовувати слово «війна» у матеріалах, що стосуються «воєнної операції» Росії в Україні.
3 березня 2022 року Комітет Держдуми Росії з держбудівництва та законодавства схвалив поправку про запровадження відповідальності та штраф до 5 млн рублів або позбавлення волі терміном до 15 років за «публічне поширення завідомо неправдивої інформації про використання Збройних сил Російської Федерації». Депутати Державної думи РФ схвалили у першому читанні поправки до Кримінального Кодексу про покарання до 15 років позбавлення волі за «дезінформацію про дії Збройних сил РФ у воєнних операціях». Перші карні справи за цими поправками були відкриті в Росії в Томській області 16 березня 2022 року проти пересічних громадян (Див. Антивоєнні протести в Росії (2022)).
Російська Федеральна служба з нагляду у сфері зв'язку, інформаційних технологій та масових комунікацій звернулася до цілої низки ЗМІ з вимогою про видалення «недостовірної інформації про спеціальну воєнну операцію ЗС Росії із захисту Донбасу». Згодом на вимогу Генпрокуратури Роскомнадзор заблокував доступ до інтернет-ресурсів радіостанції «Ехо Москви» та телеканалу «Дождь». Заблоковано також телеканал «Настоящее время», створений «Радіо Свобода» з участю «Голосу Америки», радіостанцію «Ехо Москви», «The Village», «Тайга.інфо», «DOXA», «The New Times» та низку українських видань. Після початку бойових дій в Росії протягом тижня було заблоковано кілька ЗМІ, зокрема були закриті опозиційні канали «Дождь» і «Ехо Москви».
29 березня 2022 Роскомнагляд звернувся до адміністрації Вікіпедії з вимогою стерти правдиву інформацію про війну Росії проти України.

### Російська пропаганда щодо війни Росії проти України

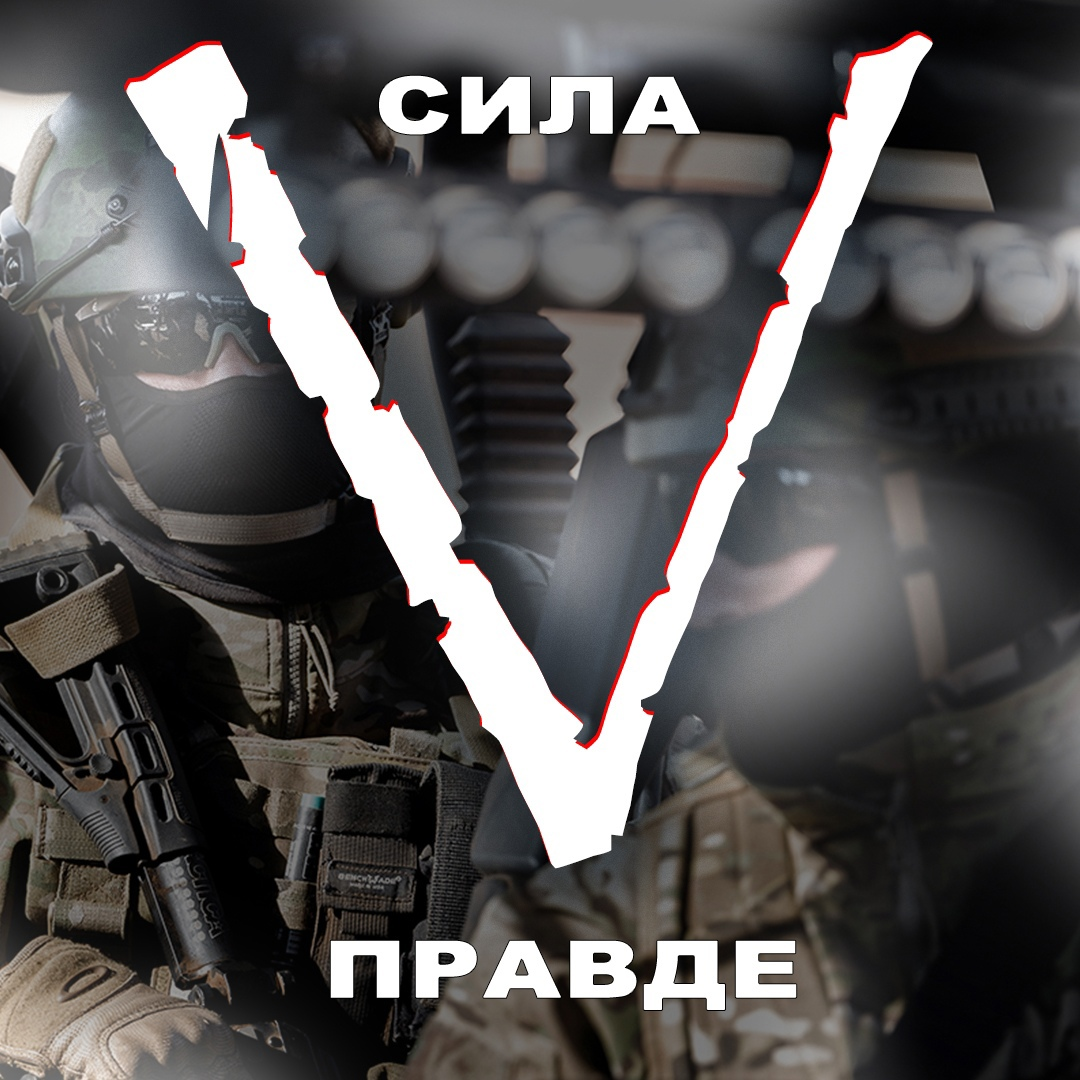
Російський плакат на підтримку її агресії з маркуванням морської піхоти

Президент Росії Путін і російська пропаганда називають агресивну війну Росії проти України «спеціальною воєнною операцією на Донбасі» з метою «демілітаризації та денацифікації України». Неонацизм є головною темою проросійської пропаганди, він приписується чинній українській владі та її союзникам (див. Російські звинувачення України у нацизмі). Насправді в Україні відсутні ознаки нацизму, а це зокрема: територіальні амбіції, спонсований державою тероризм, расизм, нестримний расовий антисемітизм, фанатизм, диктатура, пропаганда агресивної війни, імперські амбіції. В Україні 2015 року прийнято закон про засудження комуністичного та націонал-соціалістичного (нацистського) тоталітарних режимів в Україні та заборону пропаганди їхньої символіки. В Україні прийнято закон про запобігання та протидію антисемітизму і про кримінальну відповідальність за антисемітизм. Незважаючи на наявність в українському суспільстві окремих елементів ксенофобії, ніякої широкої підтримки нацизму та ультраправої ідеології нема ні в уряді, ні в армії, ні на виборах. Президентом України став російськомовний єврей Володимир Зеленський, який виграв президентські вибори 2019 року, в той час як його опонентом був українець; в ході парламентських виборів 2019 року ультраправі націоналістичні партії не змогли отримати жодного місця у Верховній раді України. Проти звинувачень України в нацизмі висловилися провідні політики й авторитетні дослідники нацизму та геноциду: Генеральний секретар ООН Антоніу Гутерріш, канцлер Німеччини Олаф Шольц, голова комісії ЮНЕСКО щодо попередження геноциду Александр Гінтон і приблизно 150 вчених-істориків з різних країн, які підписали спеціальну заяву з цього приводу. З критикою звинувачень Путіна на адресу Зеленського в неонацизмі і геноциді виступили Меморіальний музей жертв Голокосту в Освенцимі і Меморіальний музей Голокосту у Вашингтоні.
Російським школам роздали методички, як виправдовувати війну Росії проти України перед дітьми. У російських вишах, школах та дитячих садках проводять пропагандистські заняття на виправдання війни з Україною. В Росії продають паски, прикрашені головним символом російського нацизму — білою літерою Z на зеленій глазурі. Росіяни переписують підручники з історії: прибирають згадки про Україну і Київ.
Протести в Росії проти війни не отримали висвітлення у провладних ЗМІ. За участь у протестах поліція затримала вже понад 6 тисяч людей.

## Фейкові відеоматеріали
- 22 липня 2015 року інформаційні ресурси організації ЛНР розповсюдили звістку, що під час розкопок завалів під Луганським аеропортом був виявлений склад американської зброї. На відео було продемонстровано нібито армійські ящики і американський ПЗРК системи «Стінгер». В результаті аналізу відео було встановлено, що продемонстрований «Стінгер» є грубим макетом зброї, неякісно звареним з труб, а маркування на ньому були взяті з відеогри Battlefield 3, включно з ідентифікаційним номером і помилкою в тексті.[139][140] Фейк був розповсюджений російськими ЗМІ, зокрема агентствами РИА Новости та «ТВ-Звезда»[141][142].
- Напередодні Голландського референдуму щодо підписання Угоди про асоціацію ЄС та України, 18 січня 2016 року через російські джерела було розповсюджено відео, де нібито бійці «Азову» спалюють прапор Нідерландів. Відео було викрите як російська підробка[143].
- 2 грудня 2016 року було викрито спробу спікерів організації «ДНР» та угрупування «КіберБеркут» звинуватити Україну у тому, що на стороні полку «Азов» воюють бойовики організації ІДІЛ. У оприлюднених у січні 2016 року матеріалах, були фото і відео-постановка від проросійських бойовиків, де озброєні люди з символікою ІДІЛ та «Азову» вели вогонь з промислової забудови[144][145]. Було ідентифіковано забудову — нею виявилися ангари заводу виробництва мінеральної вати «Ізоляція» у Донецьку, що у 2011 році були переобладнані під артпростір мистецького проєкту «Ізоляція», а у червні 2014 році захоплені проросійськими бойовиками[146][147].
- 23 липня 2018 року через російські медіа було поширено відеоролик, де нібито спецпідрозділ СБУ бере штурмом базу українських добровольців із застосуванням бронетранспортерів. Потім відео демонструвало сцену побиття ногами нібито добровольця. Вже 25 липня відео було викрите як фальшиве: уніформа СБУ мала застарілі елементи та знаки розрізнення; бронетранспортер мав нанесені білі розпізнавальні лінії у формі, яка давно не використовується, а також протикумулятивні решітки, якими СБУ не обладнує техніку. Актори, які грали спецпризначенців СБУ, розмовляли із акцентом, кидали показові фрази про ненависть до бандерівців та непрофесійно імітували побиття ногами.[148] 11 вересня БТР із постановочного ролика був знятий на відео у Донецьку.[149][150] 20 вересня було ідентифіковано місце зйомки постановочного штурму — територія закинутого хімічного заводу «Реактив» в окупованому Донецьку.[151]
- 16 серпня 2018 року на невідомому Youtube-каналі було оприлюднено відео нібито жорсткого затримання людини на українському контрольно-пропускному пункті. Відео одразу почало поширюватися у середовищі російських окупаційних військ, зокрема через сайт Lost Armor. Український мілітарний портал опублікував викриття фальсифікації — було проаналізовано зовнішній вигляд усіх українських КПП (Майорськ, Мар'їнка, Гнутове, Станиця Луганська, і навіть Чонгар та Харків), і жодне не виглядало схоже на відео. Окрім того, було помічено, що у кадрі було мінімум машин і практично відсутні люди, хоча українські КПП протягом доби проходить 5—10 тис. осіб та 1000—2000 транспортних засобів. Були висловлені також припущення щодо фальсифікованих номерів машини у кадрі. Причиною фальсифікації назвали спробу дискредитувати програму СБУ На тебе чекають вдома — саме такий контекст був у словах акторів у відео.[152]

## Інформаційно-психологічні заходи
27 лютого 2015 року, у річницю захоплення російськими військовими без розпізнавальних знаків будівлі парламенту та Ради міністрів Криму й вивішення над ними російських прапорів, російський президент В. Путін своїм указом заснував у Росії «День сил спеціальних операцій».
Інші подробиці анексії Криму В. Путін не випадково намагається окреслити саме у день відзначення Міжнародного жіночого дня 8 березня 2015 року в анонсі фільму «Шлях на Батьківщину», який вийшов в ефірі телеканалу «Росія-1», зокрема те, що «ми завершили близько 7 години ранку (в ніч на 24 лютого). І, розлучаючись, я всім колегам сказав: ми змушені почати роботу з повернення Криму до складу Росії».
25 березня 2015 року В. Путін підписав укази про присвоєння гвардійського звання трьом військовим частинам РФ: 11-й, 83-й окремим десантно-штуромовим бригадам ПДВ Росії та 38-му окремому полку зв'язку. Ці укази були розміщені на офіційному інтернет-порталі Державної системи правової інформації. Звання присвоєні, як зазначено у фомулюванні трьох указів, «за масовий героїзм та відвагу, стійкість та мужність, виявлені особовим складом у бойових діях із захисту Батьківщини й державних інтересів в умовах збройних конфліктів, і враховуючи заслуги у мирний час». У документах не уточнюється інформація про місця та дати бойових дій, за участь в яких дані частини отримали гвардійські звання.
Міністр оборони Російської Федерації Сергій Шойгу, 30 березня 2015 року, заявив, що наприкінці 2014 року Росія розгорнула в окупованому Криму повноцінне військове угруповання із 96 з'єднань та частин і має намір у майбутньому продовжувати нарощування його бойових можливостей. У лютому 2016 російське видання ТАСС повідомило, що у грудні 2015 року до складу Чорноморського флоту РФ в окупованому Криму увійшов новітній малий ракетний корабель «Серпухов», озброєний комплексом крилатих ракет «Калібр», а вже у 2016 році має поповнитись двома сторожовими кораблями та двома підводними човнами.
У Москві у павільйоні «Україна» на ВДНГ 7 квітня 2015 року була відкрита виставка під назвою «Речові докази. Донбас. 365 днів», де демонструвалися фотоекспозиції та, як стверджують організатори, справжні експонати із зони воєнного конфлікту на сході України. Серед експонатів можна було побачити стелу «Дебальцево», яка була привезена до Москви з України тижнем раніше. Треба зазначити, що також тижнем раніше, власне російський так званий «гуманітарний конвой» фактично вчергове вторгся на окуповані частини Луганської та Донецької областей.

## Результати та наслідки
23 листопада 2016 року Європарламент ухвалив резолюцію про протидію російській пропаганді. Президент РФ Володимир Путін відреагував на це, назвавши роботу російських інформаційних агентств RT та Sputnik результативною.

## Методи

### Росії

#### Розкол самоідентифікації
Починаючи з 2000-х років на території України Росія розпочала масштабну антиукраїнську та антизахідну пропаганду, основою якої стала доктрина «Русского мира». Ідейним підґрунтям цієї доктрини є реваншизм Російської Федерації за розпад Радянського Союзу шляхом культурної, економічної, а згодом і політичної реставрації Росії в кордонах СРСР до 1991 року та відновлення колишньої «зони впливу в межах радянського табору» країн Європи і Азії. Згідно з цією доктриною, «русскими» вважаються три категорії населення світу: етнічні росіяни, незалежно від того, де вони проживають; російськомовне населення, незалежно від національності; співвітчизники, які коли-небудь проживали на території Російської імперії, СРСР та інших державних утворень, а також їхні нащадки.

#### Штампи та кліше
З часів розпаду СРСР Росія реалізувала розвинуту систему антиукраїнської пропаганди та дезінформації, яка мала за мету формування образу ворога, розкол українського громадянського суспільства, зміну орієнтирів соціального та політичного розвитку тощо. Яскравими ознаками цієї пропаганди та дезінформації стали ціла серія пропагандистських кліше та штампів.
Одним з перших таких пропагандистських штампів початку 1990-х стало кліше, в якому негативні явища того часу звичайно подавались разом зі словосполученнями «після розпаду СРСР», «з розпадом СРСР» тощо, які підсвідомо створювали враження, що ці негативні явища виникли в результаті розпаду СРСР, а не, у тому числі, з причин, які призвели до розпаду.
На початку 1990-х набули популярності пропагандистські штампи, покликані довести економічну, а згодом і політичну неспроможність України як держави. Саме до цього часу належать відомі «Україна краде російський газ», «незалєжна» замість «Україна» тощо.

#### Дезінформація та фальсифікація
Дезінформація та фальсифікації застосовувались Росією здебільшого для створення ілюзії значущості та величі Росії, а в окремих випадках — як спосіб уникнути відповідальності за протиправні дії.
Так, одним з прикладів створення ілюзії своєї значущості стала фальсифікація світлин візиту російського патріарха до Харкова у 2011 році, на якій були домальовані миряни.
Одним з найбільш показових прикладів дезінформації та фальсифікації став інформаційний супровід збиття літака MH17, де Росія застосувала широкий спектр заходів у спробах приховати свою причетність до злочину. 20 грудня 2017 року Комітет з розвідки та безпеки парламенту Великої Британії у своїй доповіді спеціально підкреслив, що Росія веде інформаційну війну в масовому масштабі, що виражається у інтенсивній, багатоканальній пропаганді, що ведеться з метою переконати світ у тому, що Росія не несе відповідальності за збиття літака MH17.
Звинувачення влади України у нацизмі та опис України як нацистської держави є одним з головних наративів кремлівської та прокремлівської пропаганди, не дивлячись на те, що Верховна рада України прийняла закон про засудження націонал-соціалістичного режиму. Також російська пропаганда поширює вигадки про спецоперацію, про біолабораторії, про права на Україну як колишню частину Російської імперії.

#### Блокування українських ЗМІ та Фейсбук-акаунтів
- 10 серпня 2014 року німецький провайдер Hetzner Online AG надіслав листа вибачення для видання «Главком». Провайдер раніше хотів заблокувати Главком на вимогу російського «Роскомнадзора» за публікації матеріалу про Марш за федералізацію Сибіру.[180]
- За повідомленням ведучої MSNBC у жовтні 2017 року, російські оперативники інформаційної війни використовували дивовижно успішну технологію блокування українських активістів, щоб прибрати українські голоси з Facebook, і позбавити росіян конкуренції в інформаційному просторі під час вторгнення до сусідньої держави. Оперативники «скаржилися на допис» постів українських активістів, і яким би не були ці пости або фото, вони стверджували, що це порнографія, або інша категорія дописів, які Facebook має усувати[181].
- 14 липня 2019 року адміністрація соцмережі Фейсбук заблокувала сторінку «Книга пам'яті полеглих за Україну» у цій мережі. Перед блокуванням соцмережа попередила, що вміст деяких дописів «порушує стандарти Facebook».[182][183][184] Йшлося насамперед про дописи з повідомленнями про загибель українських воїнів з ОЗСП НГУ «Азов».[185] Цього дня було заблоковано також одного з волонтерів проєкту, Світлану Віговську.[185]
- У липні 2019 року німецький провайдер Hetzner Online GmbH попередив Український тиждень, що сайт має бути заблокований, доки не буде видалено «екстремістський контент». Запит на це провайдер отримав від «Роскомнадзора», який вважає матеріал 2015 року про Правий сектор порушенням законодавства РФ.[186]

#### Дискредитація дискусії
За даними співробітників The Guardian, статистика обговорень під статтями газети, де згадується Україна, отримують в десятки-сотні разів більше обговорень, коментарів тощо, знищуючи тип і можливість обговорення. На думку Наталі Попович, співзасновника УКМЦ, армії ботів, яких оплачує Росія, тільки підривають дискусії на форумах, у яких беруть участь. Таким чином підриваючи довіру до Росії, як до джерела інформації.

### України

#### Пропаганда та дезінформація
На різних етапах російсько-української інформаційної війни методи її ведення змінювались від акцентування прагнення до свободи від переважно радянського минулого, яке здебільшого прямо не ототожнювалося з російською імперською політикою, до ствердження національних особливостей українців порівняно з росіянами (Україна — не Росія) і до прямого протистояння з російською тотальною пропагандою, направленою на приховування або виправдання російської збройної агресії проти України. При цьому, не зважаючи на трансформацію методів інформаційного протистояння та тимчасові поступки, в їх основі лежало формування суспільної думки на основі правдивої інформації про реальні факти і події.

#### Блокування російських та проросійських ЗМІ
Державний комітет телебачення і радіомовлення України з літа 2014 року розпочав боротьбу з матеріалами сепаратистського та антидержавного характеру у ЗМІ. У жовтні 2014 року ним було відкликано свідоцтва про державну реєстрацію 1 збірника, 7 газет та 11 журналів.
У 2022 році, після повномасштабного вторгнення Росії в Україну, блокування російських та проросійських ЗМІ було посилено. Зокрема, було заборонено трансляцію російських телеканалів, а також доступ до російських соціальних мереж.
В Україні також тривають роботи з блокування веб-ресурсів, які належать російським розробникам або якимось чином пов'язані з громадянами Росії. 6 липня 2023 року було опубліковано нове Розпорядження НЦУ № 461/1292 про блокування доменних імен. Повний перелік заборонених сайтів можна знайти на  uablocklist.

#### Співпраця державних органів з громадянським суспільством
Співпраця державних органів з протидії дезінформації з громадянським суспільством у викритті ворожих наративів і дезінформації відбувається у різних формах. Центр протидії дезінформації при РНБО йде шляхом спільних проєктів з українськими ЗМІ і недержавними експертними організаціями. Спільні проєкти представлені на YouTube каналі Центру:
- Спільно з Апостороф TV протягом 2022 і до лютого 2023 року відбувався проєкт «Кремлівський фарш»[188]  Було створено 22 відеоролики з протидії дезінформації[189].
- Спільно з проєктом «War Against War» у липні 2022 був створений відеофільм про методи ведення ІПСО[190]
- Спільно з VoxUkraine (проєкт VoxCheck) створена серія відеофільмів про прокремлівських західних фейкових експертів і методах російської пропаганди[191].

Центр стратегічних комунікацій при Міністерстві культури та інформаційної політики України декларує себе як один з механізмів протидії дезінформації спільними зусиллями держави і громадянського суспільства. Робота Центру сфокусована на комунікаційній протидії зовнішнім загрозам, зокрема — інформаційним атакам Російської Федерації. Центр надає профільним громадським організаціям підтримку через їх промоцію (наприклад, на YouTube каналі цієї державної організації міститься відео з експертами профільних громадських організацій, які протидіють дезінформації), інформаційні кампанії і надання методичних рекомендацій та інструментів.

## Матеріали
- Bret Perry, Non-Linear Warfare in Ukraine: The Critical Role of Information Operations and Special Operations [Архівовано 27 вересня 2017 у Wayback Machine.](англ.) // Small Wars Journal, 14.08.2015
- Г. Почепцов «Сучасні інформаційні війни». Видавничий дім «Києво-Могилянська Академія». 2015 [Архівовано 29 червня 2016 у Wayback Machine.]Про книгу Почепцова. [Архівовано 7 березня 2016 у Wayback Machine.]
- Прокремлівські ЗМІ про Україну та інтерпретація ними фашизму (огляд дезінформації) [Архівовано 19 листопада 2018 у Wayback Machine.] // Радіо свобода, 24 липня 2017
- Andrei Soshnikov, Inside a pro-Russia propaganda machine in Ukraine [Архівовано 16 листопада 2017 у Wayback Machine.](англ.) // BBC, 13 листопада 2017
- Ellen Nakashima, Inside a Russian disinformation campaign in Ukraine in 2014 [Архівовано 25 грудня 2017 у Wayback Machine.](англ.) (переклад [Архівовано 28 грудня 2017 у Wayback Machine.]) // Washington Post, 25 грудня 2017
- Фейки об Украине: о чем российские издания лгали в 2017 году [Архівовано 3 січня 2018 у Wayback Machine.](рос.) // Крим.Реалії, 2 січня 2018
- Олексій Мінаков, Топ-10 фейків російської пропаганди за 2017 рік [Архівовано 5 січня 2018 у Wayback Machine.] // ІнформНапалм, 5 січня 2018
- Aric Toler, Непостійні, взаємно-суперечливі історії Кремля щодо MH-17 [Архівовано 6 січня 2018 у Wayback Machine.](англ.) // Bellingcat, 5 січня 2018
- Дмитро Золотухін, Kremlin Fakes: Why Mr. Putin Links ISIS to Ukraine? [Архівовано 20 вересня 2018 у Wayback Machine.](англ.) (російською) // 25 травня 2018
- David Frum, The Great Russian Disinformation Campaign [Архівовано 2 липня 2018 у Wayback Machine.](англ.) // The Atlantic, 1 липня 2018
- Петро Бурковський, Як «Страна.ua» зображає Україну агресором [Архівовано 7 липня 2018 у Wayback Machine.] // Детектор медіа, 04 липня 2018
- Тетяна Воропаєва, Тетяна Воропаєва, Информационная безопасность как фактор укрепления обороноспособности украины [Архівовано 1 серпня 2018 у Wayback Machine.](рос.) // gisap.eu
- Володимир Івахненко, «Задача — посеять сомнения». Почему Украина обвиняет Россию во лжи [Архівовано 20 вересня 2018 у Wayback Machine.](рос.) // Радіо свобода, 18 вересня 2018
- Олена Чуранова, Копіпаст російської пропаганди в українських новинах [Архівовано 21 жовтня 2018 у Wayback Machine.] // Детектор медіа, 17 жовтня 2018
- Андрій Сошніков, За зламом пошти Бабченка стояли люди з «ДНР», які знімали фейки про бойовиків «ІД» [Архівовано 19 листопада 2018 у Wayback Machine.] // BBC, 4 жовтня 2018
- А. Бондаренко, Н. Кельм, Р. Кульчинський, Н. Романенко, Я. Тимощук, У нас погані новини [Архівовано 5 листопада 2019 у Wayback Machine.] // Тексти.org.ua, 28 листопада 2018
- Роман Хардель, Википедия как инструмент влияния на историческое сознание в контексте русско-украинской информационной войны [Архівовано 1 квітня 2019 у Wayback Machine.](рос.) // Sdirect24, 2 березня 2019
- Georgy Chizhov, Pro-Kremlin influence in the Ukrainian media [Архівовано 13 грудня 2020 у Wayback Machine.](англ.) // The Kremlin's influence quarterly. — Free russia foundation, 2020